# Eragrostis rufescens
Eragrostis rufescens är en gräsart som beskrevs av Schult.. Eragrostis rufescens ingår i släktet kärleksgrässläktet, och familjen gräs. Inga underarter finns listade i Catalogue of Life.